# Paolo Ricci (attore)
Paolo Ricci (Pistoia, 7 agosto 1972) è un attore italiano.

## Biografia
Paolo Ricci, nato a Pistoia nel 1972, è un attore e caratterista Italiano; la sua carriera nel mondo dello spettacolo inizia nel 1986 frequentando televisioni, teatri e set.
Nel 1998 Paolo Ricci si Diploma come Attore di Prosa alla Scuola di Teatro di Bologna "Alessandra Galante Garrone" e dal 1999 si trasferisce a Roma.
Esordisce agli inizi degli anni duemila interpretando ruoli da protagonista e coprotagonista, primario e comprimario nel cinema (major e indipendente), in televisione (anche come presentatore), nel teatro di prosa e per il teatro per ragazzi.
Per la televisione, il cinema e il Web è stato diretto da Roan Johnson, Franceso Pavolini, Luca Vecchi, Cinzia TH Torrini, Giuliano Capozzi, Peppe Toia, Alessandro Tresa, Carmine Elia, Marco Serafini, Elisabetta Marchetti, Stefano Vicario, Antonello Grimaldi, Davide Marengo, Fabrizio Costa, Rossella Izzo, Lodovico Gasparini, Beatrice Baldacci, Francesco Erba, Claudio Ripalti, Roberto Mariotti, Paolo Gaudio, Edo Tagliavini, Massimiliano Giacinti, Arianna De Giorgi, Neri Parenti, Sauro Biagioli, Alex Ciuffardi, Gabriel Zama, Filippo Tamburini, Anatholij Costanzo, Maurizio Forcella, Alessandro di Cristanziano, Miro Cruciani, Marcella Mitaritonna, Nadia Hotait Salas, Carlo Macchiavello,  Anya Yaromenka, Lorenzo Dante Zanoni, Matteo Piccinini, Andrea Lo Coco, Nicola Visotto, Pierpaolo Palladino, Alessandro Marin, Francesco Guarnori, Davide Petrosino, Fabrizio Fiore, Luigi Salerno, Riccardo Papa, Laura Tempestilli, Francesco Rita, Elita Montini, Iulian Purice, Paolo Nepi, Maria Isabella Safarik, Simone Di Maria, Flavio Costa, Giuseppe Ballone, Federico Mattioni, Alessio Gonnella, Andrea Pirri Ardizzone, Francesca D'Alessandro, Pierre D'oncieu, Lorenzo Rossi Espagnet, Giuseppe Rubino, Erika Santalucia, Valerio Bergesio, Gaetano Maffia, Valentina Vincenzini, Andrea Cima, Ludovica Ortame, Ludovico Bessegato ed altri ancora.

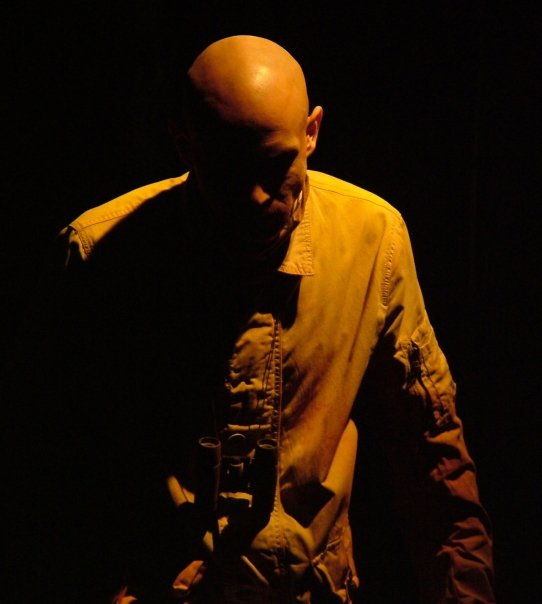
A teatro ne "Il deserto dei Tartari", 2006

In ambito teatrale, per citarne alcuni, ha lavorato sotto la regia di Ivano Capocciama, Luca Milesi, Anastasia Astolfi, Marcello Mione, Francesco Branchetti, Gianni Leonetti, Caterina Costa, Claudio Sisto, Filippo D’Alessio, Alessandro Carvaruso, Lucio Castagneri, Francesca Covatta, Maddalena Fallucchi, Renato Cecchetto, Sergio Ammirata, Max Amato, Cristiano Mozzi, Andrea Calvetti, Giuseppe Golisano, Carlo Rotelli, Antonio Capuano, Paola Barini, Alessia Sambrini, Luca Nicolaj, Daniela Remiddi, Roberto Marafante, Pino Cormani, Pino Ferrara, Giuseppina Volpicelli, Carlo Conversi, Emanuela La Torre, Michela Zaccaria, Andrea Calabretta.
Grazie all'intensa carriera cinematografica, partecipa attivamente al cinema indipendente con lungometraggi, cortometraggi e videoclip musicali; impegnandosi anche in pubblicità, documentari, doppiaggio, radio e speakeraggi.
È attivo anche nella promozione, direzione artistico/organizzativa di eventi, compagnie teatrali, gruppi di lavoro e laboratori con le sue organizzazioni e piattaforme multimediali  che offrono una vetrina di visibilità in tutti i campi dello spettacolo sia a figure emergenti come di confermata notorietà; infine l'attore si dedica anche all'insegnamento della recitazione e dell'improvvisazione.

## Filmografia

### Cinema
- Tifosi, regia di Neri Parenti (1999)
- The Eternal City, regia di Jason Goodman e Arianna De Giorgi (2008)
- Bloodline, regia di Edo Tagliavini (2010)
- P.O.E. Project of Evil (P.O.E. 2), regia di registi vari (2012)
- Fantasticherie di un passeggiatore solitario, regia di Paolo Gaudio (2014)
- Una vita in cambio, regia di Roberto Mariotti (2017)
- La Banda Grossi, regia di Claudio Ripalti (2017)
- ILL, di Autori Varii - LDZ&AMC (2019)
- Come in cielo così in Terra, di Francesco Erba (2020)
- La tana, di Beatrice Baldacci (2021)
- Diva Futura, regia di Giulia Louise Steigerwalt (2024)

### Televisione
- Una donna per amico, regia di Rossella Izzo (2000), 2ª stagione, episodio 6
- La guerra è finita, regia di Lodovico Gasparini (2002)
- Provaci ancora prof, regia di Rossella Izzo (2007), 2ª stagione, episodio 2
- Paolo VI - Il papa nella tempesta, regia di Fabrizio Costa (2008)
- Il commissario Manara, regia di Davide Marengo (2009), 1ª stagione, episodio 10
- Il mostro di Firenze, regia di Antonello Grimaldi (2009), 1ª stagione, episodio 3
- I Cesaroni, regia di Stefano Vicario (2010), 4ª stagione, episodio 7
- Un medico in famiglia, regia di Elisabetta Marchetti (2011), 7ª stagione, episodio 3
- Das Geheimnis der Villa Sabrini, regia di Marco Serafini (2012)
- Kubrik - Una storia porno, regia di Ludovico Bessegato (2012), 1ª stagione, episodio 1
- Rossella, regia di Carmine Elia (2013), 2ª stagione, episodio 4
- Sono Innocente, regia di Alessandro Tresa (2017), 1ª stagione, episodio 4
- The Pills / M, regia di Luca Vecchi (2018)
- Last Breath, di Peppe Toia (2018)
- Solo una Mamma, di Giuliano Capozzi (2018)
- Pezzi Unici, di Cinzia TH Torrini (2019), 1ª stagione, episodio 6
- La tv delle Ragazze Gli stati Generali, di Serena Dandini (2018/2019)
- Il paradiso delle Signore 5, di Francesco Pavolini (2020), 5ª stagione, episodio 11
- I delitti del Barlume 8, di Rohan Johnson (2021), 8ª stagione, episodio 1

### Cortometraggi
- Solo per un giorno, di Erika Santa Lucia (2002)
- Il Conto, di Giuseppe Rubino (2003)
- Cameraman, Lorenzo Rossi Espagnet (2006)
- Play Run, di Pierre D'oncieu (2009)
- An, De, Truà!, di Francesca D'Alessandro (2009)
- 2011: Odissea nella terra, di Andrea Pirri Ardizzone (2011)
- Alibi Competente, di Alessio Gonnella (2011)
- Salomè Sarà, di Federico Mattioni (2011)
- A place to love, di Giuseppe Ballone (2012)
- Perdita di Fiato, di Edo Tagliavini (2012)
- Pre Carità, regia di Flavio Costa (2012)
- Clean & Chips, di Simone Di Maria (2012)
- Angelus Veneni: Walter Benjamin, di Maria Isabella Safarik (2012)
- Ritorno a casa, regia di Paolo Nepi (2013)
- Chi ha paura delle tartarughe, regia di Edo Tagliavini (2013)
- Oltre i silenzi, di Iulian Purice (2013)
- La guerra di Mr Right, di Elita Montini (2014)
- La mano sinistra, di Francesco Rita (2014)
- Pausa Pranzo, di Edo Tagliavini (2014)
- L'altro lato del letto, di Laura Tempestilli (2015)
- L'ultima Torre, di Riccardo Papa (2015)
- La compagna di classe, di Fabrizio Fiore e Luigi Salerno (2016)
- Sinnò me moro, di Pierpaolo Palladino (2016)
- La caverna, di Davide Petrosino (2017)
- Reparto Genesi, di Alessandro Marin e Francesco Guarnori (2018)
- Mio padre, di Pierpaolo Palladino (2018)
- Un viaggio lungo una vita, di Marcella Mitaritonna (2018)
- RUMI: più unico che raro, di Andrea Lo Coco e Nicola Visotto (2018)
- Pollo Crudo, di Matteo Piccinini (2018)
- Gully, di Lorenzo Dante Zanoni (2019)
- Sofi, di Anya Yaromenka (2019)
- Facciamo Cinema, di Carlo Macchiavello (2019)
- Unseasonal Autumn, di Nadia Hotait Salas (2019)
- Aenigma: Caccia a Spektr, di Marcella Mitaritonna (2019)
- Altre Vite, di Miro Cruciani (2020)
- Cloro, di Alessandro di Cristanziano (2021)
- Mariposa, di Maurizio Forcella (2021)
- Punti di vista, di Anatholij Costanzo (2021)
- Soluzioni Alternative, di Filippo Tamburini (2022)
- L'inusuale proposta di Vivere, di Alex Ciuffardi e Gabriel Zama (2022)